# 17 décembre 2017
Le mardi 17 décembre 2017 est le 351e jour de l'année 2017.

## Décès
Par ordre alphabétique.

## Événements
- Élection présidentielle (2e tour) au Chili, Sebastián Piñera est élu président de la République du Chili ;
- Un attentat-suicide de Daesh visant des chrétiens pakistanais fait au moins 9 morts et 57 blessés dans une église méthodiste de Quetta, au Pakistan ;
- L'équipe de France féminine de handball devient championne du monde de handball féminin en battant l'équipe de Norvège de handball féminin tenante du titre ;
- François Gabart bat le record du tour du monde à la voile en solitaire en 42 j 16 h 40 min 35 s.